# Циклопентадекан
Циклопентадекан (Cyclopentadecane) — органическое вещество класса циклоалканов. Химическая формула — C15H30.

## Физические свойства
Твердое вещество при комнатной температуре.
Без запаха.
Имеет совершенно ненапряжённую конформационную структуру

## Химические свойства
Легко гидрогенолизуется с образованием н-пентадекана.